# シャック三原
シャック三原（しゃっく みはら 1961年 - ）は、日本のイラストレーターである。本名は三原輝久。大阪府箕面市生まれ。大阪芸術大学卒業後、イラスト・デザインの分野で活動している。

## 新聞・雑誌
- 『日刊ゲンダイ』(株式会社日刊現代)
- 『スコラ』(株式会社スコラ)
- 『週刊プレイボーイ』(集英社)
- 『IKKI』(小学館)
- 『283 USEFUL IDEA　FROM JAPAN』（サンフランシスコ・クロニクル）

## 広告
- アリナミン(武田薬品)
- あべのアポロ(近鉄グループ)
- 津ボート電車内吊りポスター

## テレビ出演
- 『探偵!ナイトスクープ』2006年3月31日